# Polycarpa stirpes
Polycarpa stirpes är en sjöpungsart som beskrevs av Kott 1985. Polycarpa stirpes ingår i släktet Polycarpa och familjen Styelidae. Inga underarter finns listade i Catalogue of Life.